# Villadia squamulosa
Villadia squamulosa är en fetbladsväxtart som beskrevs av Joseph Nelson Rose. Villadia squamulosa ingår i släktet Villadia och familjen fetbladsväxter. Inga underarter finns listade i Catalogue of Life.